# جائزة بلجيكا الكبرى 2002
جائزة بلجيكا الكبرى 2002 (بالإنجليزية: 2002 Belgian Grand Prix)‏ هو سباق فورمولا 1 أقيم بتاريخ 1 سبتمبر 2002 في حلبة دي سبا فرانكورشومب. كان الرابع عشر من أصل 17 في بطولة العالم لسباقات الفورمولا واحد موسم 2002. حلّ الألماني مايكل شوماخر أولا بينما جاء البرازيلي روبنز باركيلو في المركز الثاني وحصل على المركز الثالث الكولومبي خوان بابلو مونتويا.